# Andy Hallett
Andy Hallett (Osterville (Massachusetts), 4 augustus 1975 - Los Angeles, 29 maart 2009) was een Amerikaans acteur en zanger die het meest bekend is van zijn rol als de empathische en goedaardige demon Lorne in de televisieserie Angel.

## Filmografie en televisie
*Exclusief eenmalige gastrollen
- Angel - The Host / Lorne (2000-2004) (tv-serie)
- The Enforcers - Wallace (2001) (miniserie)
- Chance - Jack (2002)
- Geppetto's Secret - Cricket (2005) (stemrol)

## Discografie
- Robert J. Kral - Angel: Live Fast, Die Never (2005) (gastzang)